# Rita
Rita je ženské křestní jméno italského původu. Jedná se původně o domáckou zkráceninu jména Markéta a vykládá se jako „perla“. Podle německého kalendáře má svátek 22. května.Jméno Rita má 588 lidí, je na 504. místě a věkový průměr je 53 let.

## Rita v jiných jazycích
- Slovensky, německy, anglicky, španělsky, italsky, maďarsky: Rita
- Polsky: Rita

## Známé nositelky jména
- Rita z Cascie – křesťanská světice
- Rita Hayworthová – americká herečka
- Rita Pavone – italská zpěvačka a herečka
- Rita Ora – britská zpěvačka a herečka albánského původu

## Rita jako příjmení
- Ang Rita – nepálský šerpa a horolezec